# Shazhou (köpinghuvudort i Kina, Sichuan Sheng, lat 32,67, long 105,48)
Shazhou (kinesiska: 沙州) är en köpinghuvudort i Kina. Den ligger i provinsen Sichuan, i den sydvästra delen av landet, omkring 260 kilometer nordost om provinshuvudstaden Chengdu. Antalet invånare är 9 608. Befolkningen består av 4 685 kvinnor och 4 923 män. Barn under 15 år utgör 15,0 %, vuxna 15-64 år 74 %, och äldre över 65 år 9,0 %.
Runt Shazhou är det ganska tätbefolkat, med 93 invånare per kvadratkilometer. Det finns inga andra samhällen i närheten. I omgivningarna runt Shazhou växer i huvudsak blandskog.
Genomsnittlig årsnederbörd är 1 139 millimeter. Den regnigaste månaden är juli, med i genomsnitt 301 mm nederbörd, och den torraste är december, med 1 mm nederbörd.